# Ладыгино (Макушинская волость)
Ладыгино — деревня в Опочецком районе Псковской области России. 
Входит в состав Пригородной волости.

## География
Расположена в 27 км к юго-западу от города Опочка, у реки Веть. Западнее находится деревня Карпово, восточнее — Запеклево.

## Население
| 2001 | 2002 | 2010 | 2012 | 2013 | 2014 | 2015 |
| ---- | ---- | ---- | ---- | ---- | ---- | ---- |
| 47   | →47  | ↘27  | ↗30  | ↗32  | →32  | ↘28  |
| 2016 |      |      |      |      |      |      |
| ↘25  |      |      |      |      |      |      |

Численность населения по состоянию на начало 2001 года составляла 47 житель.

## История
С 1995 до 2005 года деревня входила в состав Ладыгинской волости в качестве её административного центра. С 2006 до 2015 года деревня входила в состав ныне упразднённой Макушинской волости. 